# Stewica Kuzmanowski
Stewica Kuzmanowski (ur. 16 listopada 1962 w Tetowie) – macedoński piłkarz oraz trener piłkarski.

## Życiorys
Jest wychowankiem Teteksu Tetowo, później był zawodnikiem takich klubów jak: Partizan Belgrad, FK Pelister, OFK Beograd, FK Rad, Kocaelispor, Galatasaray SK, Antalyaspor, Eskişehirspor i ponownie FK Rad. W swojej karierze grał w reprezentacji Jugosławii U-19 i reprezentacji Jugosławii U-21.
W 2000 rozpoczął pracę szkoleniową, jako asystent Zvonko Vargi w OFK, którego następnie zastąpił na stanowisku pierwszego trenera tego klubu. Ponadto szkolił piłkarzy Stremskiej Mitrowica i bułgarskiej Belasicy Petricz.
W sierpniu 2007 powrócił do ekstraklasy bułgarskiej, tym razem jako szkoleniowiec Slawii Sofia. Zmienił na tym stanowisku Aljoszę Andonowa. Później zaś prowadził FK Montana.